# Puerto de Vigo
El puerto de Vigo es un puerto marítimo español situado en el noroeste de la península ibérica junto al océano Atlántico, en la ciudad de Vigo. Está gestionado por la Autoridad Portuaria de Vigo, perteneciente al ente público Puertos del Estado. Su actual presidente es Carlos Botana Lagarón. La Zona Franca de Vigo, una de las únicas tres existentes en España, alberga un destacado entramado de empresas auxiliares de la industria del automóvil, lideradas por Stellantis Vigo.
Como puerto pesquero, es uno de los mayores del mundo, albergando la base de una de las mayores compañías mundiales de ultracongelados, Pescanova, y de otras compañías pesqueras con gran presencia en países como Argentina, Chile, Perú, Namibia, Mozambique o Sudáfrica. En 2017, tuvo un movimiento de pescado, moluscos y crustáceos de 875.385 toneladas. El pescado que entra en el puerto, es subastado en la lonja y enviado a toda España y exportado a países como Portugal, Francia o Italia, e incluso a otros mercados más distantes como Asia.

## Historia
El puerto de Vigo se creó originariamente en la época romana, cuándo era una pequeña aldea dedicada a la pesca, al comercio y obtener sales de salinas. Con la invasión bárbara cayó en desuso, pero en la Baja Edad Media recobró importancia gracias a la pesca. Durante el siglo XVI, el tamaño de Vigo aumentó y con ello el puerto; de hecho, durante el reinado de Felipe II llegó a ser el más importante del Norte de España (del llamado eje Galicia - Asturias - Cantabria - País Vasco, que de aquella sufría una decadencia frente al apogeo andaluz y catalán que recibían la mayor parte de los barcos de América). El siglo XVII supuso un retroceso, fue en esta época cuándo se libró la batalla de Rande. El siglo XVIII, especialmente durante el reinado del ilustrado Carlos III, el puerto sufrió un ligero empuje al modernismo.
A principios del siglo XIX, Napoleón invadió España. A medida que transcurría la ocupación, los malos tratos de los franceses llevaron a la rebelión de ciertas ciudades españolas. Vigo, a pesar de su reducido tamaño, no fue diferente, y en 1809 acabó con las fuerzas napoleónicas, en su heroica Reconquista. Tras la expulsión de los intrusos, Vigo se ganó el nivel de ciudad. Su puerto, a pesar de la crisis que vivieron España y Galicia durante el siglo XIX, creció y se modernizó, especialmente en 1898, tras la derrota de la Guerra del 98 y la pérdida de Cuba frente a los estadounidenses, pues los soldados enviados y algunos civiles fueron repatriados españoles, y entraron a través de Vigo y otros puertos gallegos, lo cual incrementó la población viguesa.
Los comienzos del siglo XX fueron prósperos para el puerto de Vigo, pues con la llegada de inmigrantes cubanos se mejoró la economía y el tamaño de la ciudad. Sus astilleros cobrarían importancia junto con los de La Coruña y Ferrol. Pero la guerra civil española detuvo este progreso y se acentuó con la crisis de los años 40. Pero en los años 50, la necesidad de obtener rápidamente comida con proteínas (la ganadería y la agricultura era demasiado lento), llevó al aumento de la pesca, donde el puerto de Vigo ganó un papel importante. Durante los años 60, Franco aprovechó el progreso económico conseguido para industrializar a las ciudades gallegas. En esta década se creó la multinacional Pescanova, la cual usa el puerto de Vigo como sede de sus operaciones. Muchos empresarios catalanes invirtieron en Vigo a lo largo de los años 60 y 70, convirtiéndola en una ciudad grande y moderna, con un puerto internacional e industrial. La llegada de la democracia y la introducción de España en la Comunidad Económica Europea (hoy Unión Europea) convirtieron al puerto de Vigo en una de las principales ciudades portuarias de la eurozona. La década de 1990 y la llegada del siglo XXI fueron prósperos para Vigo, con un eficiente sistema económico consolidado gracias a años y años de existencia.

## Muelles y tráfico portuario
El puerto abarca una extensión aproximada de más de 20 km. Los diversos muelles que forman parte del puerto de Vigo son, de oeste a este, los siguientes:
- Terminal de Bouzas. Se divide en dos zonas, la destinada al tráfico ro-ro, y el muelle de reparaciones.[11]
- Muelles de Beiramar y O Berbés, destinados al atraque de barcos pesqueros de altura y bajura.
- Muelle de Trasatlánticos.
- Muelle deportivo.
- Muelles de O Areal, Comercial y Transversal. Suman más de 1500 metros de longitud, destinados a carga general y fluidos, tienen conexión ferroviaria.
- Terminal de Guixar. Muelle de 769 metros de longitud destinado al tráfico de contenedores, con conexión ferroviaria. Está equipada entre otros servicios, con: 3 grandes grúas pórtico 4 grúas portacontenedores Panamax,[12] 1 grúa portacontenedores Postpanamax, 1 grúa portacontenedores Súper Postpanamax (la única que existe en la fachada atlántica desde Le Havre hasta Sines),[13] 7 transtainer de 40 toneladas y 9 reachstacker de 45 toneladas.

### Transporte de ría
El puerto de Vigo tiene varias conexiones diarias con localidades del otro lado de la ría, como Cangas o Moaña. Varias compañías navieras se encargan de proporcionar estas conexiones, como la Naviera Mar de Ons y Nabia, con frecuencias que llegan hasta casi 20 diarias en el caso de Moaña, o cerca de 40 frecuencias al día de conexión con Cangas.
El transporte de ría mueve una gran cantidad de pasajeros entre ambos lados de la ría. En el año 2017 se transportaron a 1.552.276 pasajeros entre Vigo y los puertos del otro lado de la ría.

### Autopista del mar

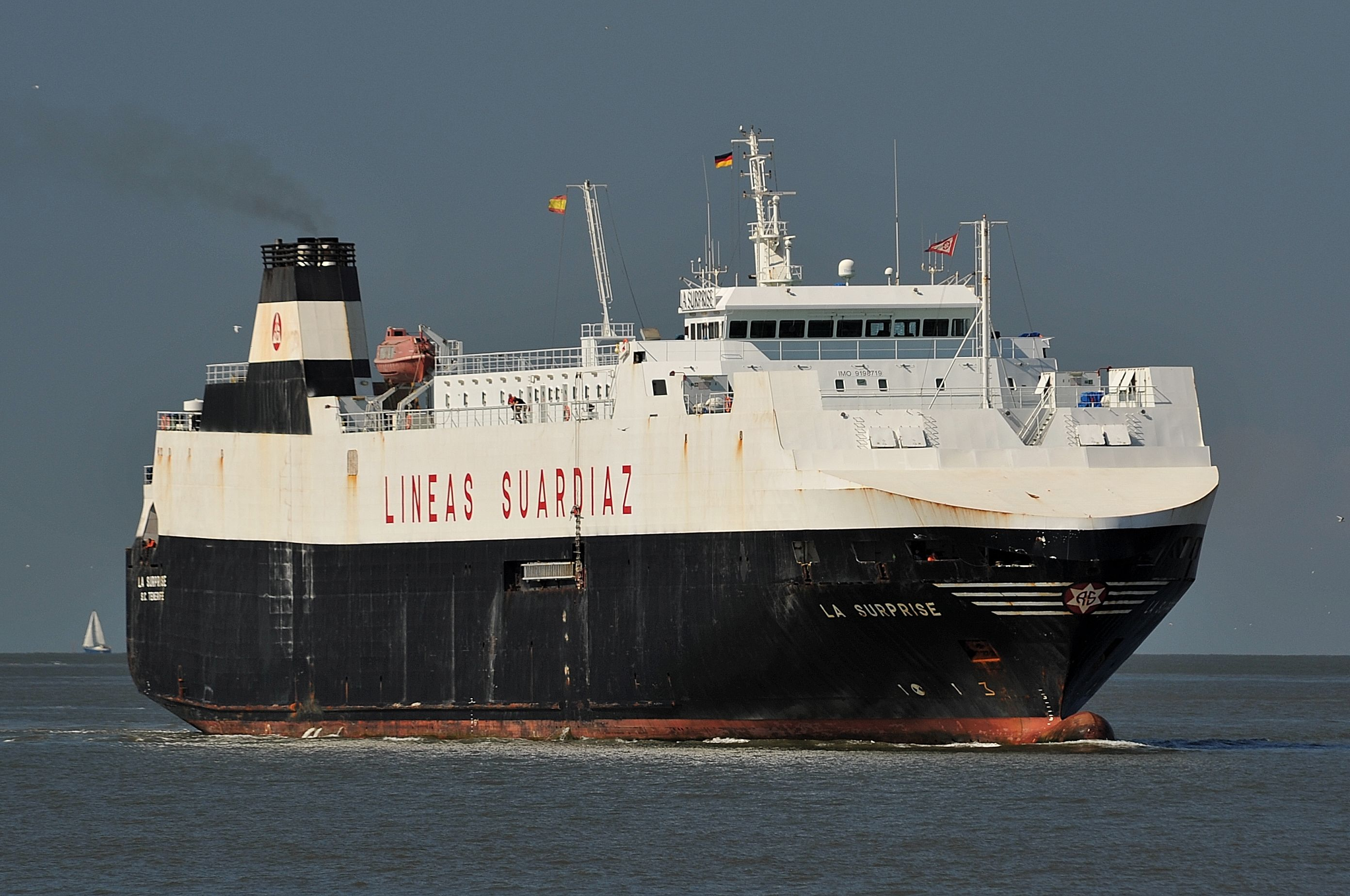
El buque Ro-Ro «La Surprise» es uno de los que realizan las rutas de la Autopista del mar de Vigo.

En enero del año 2015 comenzó a funcionar Autopista del Mar de Vigo, el acto de inauguración de la ruta estuvo presidido por la entonces Ministra de fomento, Ana Pastor. El objetivo de las rutas marítimas denominadas Autopistas del mar es el de descongestionar las conexiones por carretera entre los distintos Estados miembros de la Unión Europea.
Las travesías de la autopista del mar de Vigo las realiza la naviera Grupo Suardiaz, que además cuenta con contratos con Stellantis, Renault, Volkswagen o Inditex, entre otras empresas. Los buques que realizan estas rutas suelen transportar principalmente vehículos, productos textiles, maderas, papel, maquinaria, productos alimenticios como el pescado o las hortalizas, etc.
Inicialmente las travesías eran conexiones directas entre los puertos de Vigo y Nantes / Saint Nazaire (Francia) que realizaban tres enlaces semanales, posteriormente en abril del año 2017 las rutas se ampliaron al puerto de Tánger (Marruecos) y se comenzaron a realizar cuatro enlaces semanales en una ruta que une los tres puertos. Además el buque que parte del puerto de Vigo los viernes con destino a Nantes / Saint Nazaire, amplía su ruta hasta el puerto de Zeebrugge en Brujas (Bélgica). En junio de 2023 se prevé que comience a funcionar una nueva conexión marítima de dos rutas semanales entre Vigo y Liverpool / Ellesmere Port (Reino Unido).
| Naviera          | Ciudades                                                                            | Salidas semanales  |
| ---------------- | ----------------------------------------------------------------------------------- | ------------------ |
| Suardiaz 7 rutas | Autopista del Mar Alemania-España: Emden - Sheerness - Zeebrugge - Vigo             | 0.5                |
| Suardiaz 7 rutas | Autopista del Mar España-Marruecos-Argelia: Vigo - Casablanca - Mostaganem          | 1                  |
| Suardiaz 7 rutas | Autopista del Mar España-Casablanca: Vigo - Casablanca - Las Palmas - Tenerife      | 1                  |
| Suardiaz 7 rutas | Autopista del Mar España-Francia: Vigo - Nantes / Saint Nazaire                     | 3                  |
| Suardiaz 7 rutas | Autopista del Mar España-Francia-Bélgica: Vigo - Nantes / Saint Nazaire - Zeebrugge | 1 (viernes)        |
| Suardiaz 7 rutas | Autopista del Mar España-Marruecos: Vigo - Tánger Med                               | 2 (martes, sábado) |
| Suardiaz 7 rutas | Autopista del Mar España-Reino Unido: Vigo - Liverpool / Ellesmere Port             | 2                  |

### Escalas de cruceros

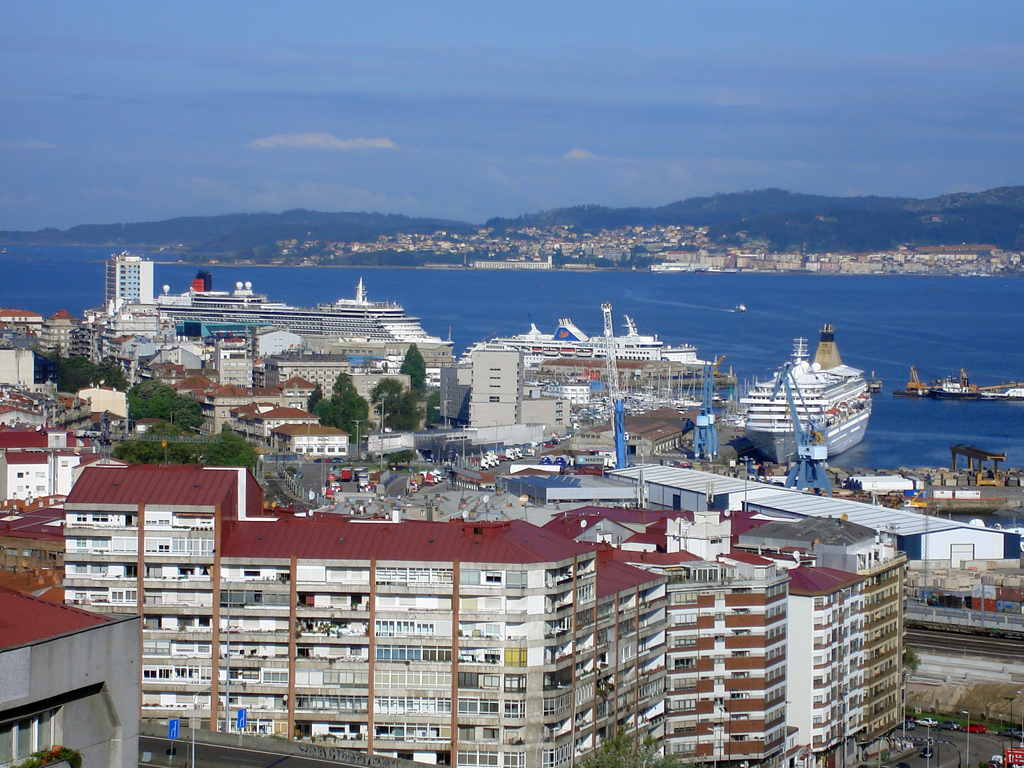
Tres cruceros de lujo haciendo escala a la vez en el puerto de Vigo.

El puerto y sus muelles de trasatlánticos, también son punto de escala para grandes cruceros. El puerto de Vigo es uno de los puertos líder en tráfico de cruceros de la fachada atlántica española y portuguesa. En estos últimos años han realizado escalas en el puerto de Vigo grandes trasatlánticos, como por ejemplo: Aidaluna, Anthem of the Seas, Arcadia, MS Asuka II, Britannia, Costa Pacífica, Disney Magic, Grand Princess, Harmony of the Seas, Independence of the Seas, MS Allure of the Seas, MS Queen Victoria, MSC Opera, Norwegian Epic, Oceana, Oasis of the Seas, RMS Queen Mary 2 o el Vision of the Seas, entre muchos otros.

## Premios y reconocimientos
A lo largo de su historia el puerto de Vigo ha recibido múltiples premios y reconocimientos nacionales e internacionales. Entre ellos pueden citarse los siguientes:
- Premio IAPH Awards de 2022 en la categoría de «Infraestructuras Sostenibles» por el visor submarino de A Laxe.[20]

- Premio IAPH Awards de 2020 en la categoría «Diálogo puerto-ciudad».[21]

- Finalista de los premios Neptune Awards de 2019 en la categoría de «Puerto Verde del año».

- Premio Medio Ambiente APROEMA de 2018.

- Premio Galicia de la Energía de 2016 en la categoría de «mejor proyecto de innovación».